# Honduras i olympiska sommarspelen 2000
Honduras deltog i de olympiska sommarspelen 2000 med en trupp bestående av 20 deltagare, 18 män och 2 kvinnor, och de tog inga medaljer.

## Resultat efter gren

### Fotboll

#### Herrar
- Grupp A
  - Nigeria - Honduras 3-3
  - Italien - Honduras 3-1
  - Australien - Honduras 1-2
- Laguppställning
  - ( 1.) Carlos Escobar
  - ( 2.) Ivan Guerrero
  - ( 3.) Elmer Montoya
  - ( 4.) Junior Izaguirre
  - ( 5.) Walter López
  - ( 6.) Carlos Paez
  - ( 7.) Francisco Pavón
  - ( 8.) Jaime Rosales
  - ( 9.) David Suazo
  - (10.) Julio César de León
  - (11.) Jairo Martinez
  - (12.) Maynor René Suazo
  - (13.) Elvis Scott
  - (14.) Luis Ramírez
  - (15.) Julio César Suazo
  - (16.) Danilo Turcios
  - (17.) Mario Chirinos
  - (18.) Noel Valladares
  - (19.) Carlos Salinas
  - (20.) Hector Gutierrez
  - (21.) José Rivera

### Friidrott
Damernas maraton
- Gina Coello
  - Final — 3:02:32 (→ 42:a plats)

### Simning
100 meter frisim
- Alejandro Castellanos
  - Inledande heat — 54.06 (→ gick inte vidare)

200 meter frisim
- Pamela Vásquez
  - Inledande heat — 02:15.83 (→ gick inte vidare)

Den här artikeln är helt eller delvis baserad på material från engelskspråkiga Wikipedia, 5 augusti 2011.